# Nancy Anne Sakovich
Nancy Anne Sakovich, née le 8 octobre 1961 à Belleville (Ontario, Canada), est une actrice canadienne. Elle fut également modèle en France, Allemagne, Italie et Angleterre; Nancy Anne Sakovich est également diplômée de l'université de Peterborough en Ontario.
Elle est connue pour son rôle de Lindsay Donner dans Psi Factor, chroniques du paranormal.

## Filmographie

### Films
- Le Choc des tempêtes (2005), de Dick Lowry... Jane Benson

- Le chemin d'une vie (2003), de Paul Mazursky... Anthea Tarlo

- L'Affaire Enron (2003), de Penelope Spheeris... Liz Perry

### Séries
- Doc... Dr Kate Weston (6 épisodes, 2001-2004)
  - Till We Meet Again (2004) TV Épisode.... Dr Kate Weston
  - Complicated (2002) TV Épisode.... Dr Kate Weston
  - Time Flies (2002) TV Épisode.... Dr Kate Weston
  - Karate Kid (2002) TV Épisode.... Dr Kate Weston
  - Queen of Denial (2002) TV Épisode.... Dr Kate Weston

- The Eleventh Hour.... Sheila Halpern
  - Swimmers (2004) TV Épisode.... Sheila Halpern

- Queer as Folk.... Leda (7 épisodes, 2002)
  - Épisode #2.19 (2002) TV Épisode.... Leda
  - Épisode #2.17 (2002) TV Épisode.... Leda
  - Épisode #2.15 (2002) TV Épisode.... Leda
  - Épisode #2.11 (2002) TV Épisode.... Leda
  - Épisode #2.10 (2002) TV Épisode.... Leda

- Sydney Fox, l'aventurière.... Cate Hemphill
  - Incognito (2001) TV Épisode.... Cate Hemphill
  - M.I.A. (2001) TV Épisode (as Nancy Sakovich).... Cate Hemphill
  - Last of the Mochicans (2000) TV Épisode.... Cate Hemphill/Smith

- Psi Factor, chroniques du paranormal :.... Lindsay Donner
  - (87 épisodes, 1996-2000)

- Kung Fu, la légende continue.... Devon (1 épisode, 1994)
  - Magic Trick (1994) TV Épisode.... Devon

- Matrix... Infirmière (1 épisode, 1993)

- Un privé sous les tropiques.... Wanda (1 épisode, 1991)